# Içana
Içana (Isana) – rzeka płynąca przez Kolumbię i Brazylię w Ameryce Południowej, dopływ Rio Negro. Jej źródło znajduje w Guaviare w Kolumbii, w której rzeka znana jest jako „Isana”. Na krótkim odcinku stanowi część granicy pomiędzy Kolumbią a Brazylią, w stanie Amazonas. Płynąc na południowy wschód, rzeka wpada do Rio Negro w São Joaquim.
Rzeka ma 580 km długości.
Nad rzeką mieszka autochtoniczna ludność indiańska z plemienia Baniva.